# Königsplatz (Kitzingen)
Der Königsplatz ist eine Platzanlage in der unterfränkischen Kreisstadt Kitzingen. Die Anlage geht auf das 19. Jahrhundert zurück und entstand auf dem historischen Standort des Sixtenbergs (auch Sixtenberglein).

## Lage innerhalb des Ortes
Der Königsplatz liegt im Westen der inneren Altstadt von Kitzingen. Bereits im 17. Jahrhundert war hier ein Platzraum zu finden. An der Stelle des heutigen Königsplatzes wurde der Eherieder Mühlbach in die Stadtgräben der inneren Kernstadt geleitet, wobei der Bach hier in mehrere Arme aufgespalten wurde. Auf der Stadtansicht des Georg Martin aus dem Jahr 1628 ist der Platz mit einer Holzbrücke versehen, um den Verkehr über den offen geführten Bach zu ermöglichen. Der Bach wurde später überbaut. Im 19. Jahrhundert befanden sich auf dem Sixtenberg zwei eingeschossige Walmdachhäuser, die im Zuge der Platzanlage abgerissen wurden.
Der Königsplatz bildet heute einen wichtigen Verkehrsverteiler für die Kitzinger Innenstadt. Insgesamt sechs Straßen münden im Platz. Die Kaiserstraße bildet den Nordteil des Platzes und verläuft weiter als Ringstraße um die innere Altstadt. Die Luitpoldstraße mündet im Süden in den Platz, sie bildet das südliche Pendant zur Kaiserstraße. Außerdem endet die Straße Rosenberg von Südwesten kommend auf dem Platz. Sie, genau wie die im Norden einmündende Völkersgasse, ist Teil der äußeren Kitzinger Altstadt. Als einzige Straße der inneren Altstadt mündet die Schweizergasse im Osten des Königsplatzes ein.

## Geschichte
Der sogenannte Sixtenberg bildete im 19. Jahrhundert einen Platzraum, der von der Stadtbevölkerung als Schandfleck angesehen wurde. Kitzingen erlebte in dieser Zeit einen wirtschaftlichen Aufschwung, der sich auch im Ausbau der repräsentativen Wohnhäuser in der Innenstadt abzeichnete. Der Platz war mit zwei Häusern bebaut, die dem Schneidermeister Balthasar Zipf und dem Uhrmacher Georg Schäfer gehörten. Vonseiten des Stadtmagistrats wurde die Situation folgendermaßen beschrieben: Die beiden Häuser würden den „Platz sehr verunzieren und von jeder Seite betrachtet immer einen widerwärtigen und das freundliche Ansehen des dortigen Stadttheils störenden Anblick gewähren“. Im Jahr 1861 konnte die Stadt das Haus des Balthasar Zipf für 2.700 Gulden erwerben.
In der Folge gelang es der Stadtverwaltung die anderen Anwohner ins Boot zu holen, um das Haus des Balthasar Zipf abreißen zu können. So spendete der Weinhändler Christoph Kleinfeller 300 Gulden für den Umbau des Platzes. Erst 1862 erfolgte der Beschluss, das Zipf-Haus abzureißen, da sich die Kinder der Witwe von Georg Schäfer für den Bestand des Hauses eingesetzt hatten. Das benachbarte „Schäfers-Haus“ blieb, trotz mehrerer Versuche vonseiten der Stadt es zu erwerben, noch bis 1882 auf dem Platz stehen. Im Juli 1882 erhielt der Magistrat von Kitzingen das Angebot, das Anwesen für 11.000 Mark zu erwerben. Die Stadt entschied am 7. September 1882 das Haus für den Preis nicht erwerben zu wollen.
Daraufhin entstand ein Komitee, das sich aus Vertretern der Bürgerschaft zusammensetzte. Ziel war die Sammlung einer ausreichenden Geldsumme, um das Haus zu erwerben. Das Komitee wurde von vielen Mitgliedern des Magistrats unterstützt, so gehörte der Gutshofbesitzer Carl Oskar Deuster ebenso zu den Unterstützern, wie der Weinhändler Wilhelm Meuschel. Schon im Mai 1883 waren 6.284 Mark zusammengekommen. Am 15. Mai 1883 ergänzte Deuster das fehlende Geld. Er ließ das Gebäude bis zum 18. August abbrechen. Wenige Tage später wurde das Gelände für eine symbolische Summe an die Stadt Kitzingen übergeben. Beim Abriss spielte eine Kapelle, am Abend fand im Hotel „Fränkischer Hof“ ein Gartenfest statt. Der „Kitzinger Anzeiger“ berichtete über den Abriss: „Die Flut diverser Zerstörungsinstrumente ist darüber hinweg.“
Die Stadt beeilte sich, die Anlage am Sixtenberg zu errichten. Bereits am 9. April 1884 konnte, rechtzeitig zur Eröffnung der „1. Lokalen Gewerbe- und Industrieausstellung“ mit über 50.000 Gästen, die Einweihung gefeiert werden. Zeitgleich entstand eine Grünfläche vor dem ehemaligen Benediktinerinnenkloster. Der Sixtenberg wurde mit der Eröffnung in Königsplatz umbenannt und spielte damit auf den regierenden bayerischen König Ludwig II. an. Zentrum der Anlage war der Obelisk, der mit einer Büste des Königs verziert war. Die Säule war über eine dreistufige Freitreppe zu erreichen. Im Jahr 1890 ergänzte man den Brunnen. Er war als Ersatz für den ursprünglich hier befindlichen Loschgesbrunnen installiert worden.
Seit den 2020er Jahren wurde vermehrt über eine Erweiterung der Grünzone des Königsplatzes diskutiert. Er soll mit den anderen Platzräumen in der Kaiserstraße zu einer städtebaulichen Einheit zusammengefasst werden, die über eine Allee aus Ahorn oder Robinien miteinander verbunden sind. Außerdem soll der Königsplatz vergrößert werden, wobei ein zweiter Platzraum am gleichen Standort als „Bruderplatz“ aufgeführt werden soll. Das Projekt soll von einem Würzburger Stadtplanungsbüro umgesetzt werden, ein Architektur- und freiraumplanerischer Wettbewerb konnte bereits im Jahr 2022 beendet werden. Der Königsplatz kann durch die Erweiterung näher an einen echten Stadtpark herangeführt werden.

## Bedeutende Baudenkmäler
Der Königsplatz wird noch heute von der namensgebenden Königssäule dominiert. Sie wurde aus rotem Sandstein geschaffen und erinnert an die Regierungszeit des bayerischen Königs Ludwig II. Auf einem dreistufigen Sockel ruht der gebauchte Unterbau der Säule, der mit vier Wappen verziert wurde. Es handelt sich um die heraldischen Zeichen der Stadt Kitzingen, das Wappen des Regierungsbezirks Unterfranken, das kleine bayerische Wappen und der Reichsadler mit dem Hohenzollern-Wappen im Schild. Darüber erhebt sich ein halbrundes Gesims auf dessen Ecken vier an die Säule erinnernde Aufbauten angebracht wurden. Ursprünglich befand sich hier eine Büste des Königs, die im Jahr 1907 nach einer mutwilligen Zerstörung durch ein Gipsbild ersetzt wurde und 1918 während der Novemberrevolution endgültig verschwand. Die Säule selbst besitzt einen achteckigen Unterbau, der von einer sich verjüngenden Rundsäule überhöht wird und in einem haubenähnlichen Aufbau ausläuft. Darüber befindet sich ein kleiner Obelisk, der die Säule abschließt.
Aus der Zeit des Platzausbaus stammt auch der monumentale Brunnen, der ebenfalls aus Sandstein errichtet wurde. Er greift an verschiedenen Stellen die Formensprache der Säule auf. Das Brunnenwasser wird in zwei runden Wasserbecken aufgefangen. Sie sind von einer gestaffelten Rückwand eingefasst, die an mehreren Stellen von kleinen Obelisken als Ornament geprägt sind. Zentral ragt ein dreieckiger Aufbau hervor, der die metallgefassten Röhren des Brunnens enthält. Den Abschluss des Brunnens bilden drei hochaufragende Vasenornamente, die, wie die Säule selbst, von einem aufgesetzten Obelisken bekrönt sind. Der Königsplatz ist von einer niedrigen Bruchsteinmauer eingefasst, die von ausladenden, bearbeiteten Steinplatten überragt wird.
Der Königsplatz wird von Geschäfts- und Wohnhäusern des 18. und 19. Jahrhunderts eingefasst. Sie weisen zumeist zwei, seltener drei Geschosse auf. Das dreigeschossige Bürgerhaus am Königsplatz 3 macht dabei deutlich, dass die Bebauung allerdings teilweise bis ins Mittelalter zurückdatiert werden kann. Obwohl das Haus im 18. Jahrhundert stark verändert wurde, geht es im Kern bereits auf das Jahr 1484 zurück. Zumeist schließen die Häuser mit einem traufständigen Satteldach zum Platzraum hin ab. Das Haus Königsplatz 2, das als dreigeschossiger Monolith in Ecklage errichtet wurde, besitzt jedoch ein Walmdach. Auf die früherer Nutzung durch Weinhändler verweist die Toreinfahrt und die geohrten Fensterrahmungen.